# Aleix García
Aleix García Serrano (ur. 28 czerwca 1997 w Ulldeconie) – hiszpański piłkarz, występujący na pozycji pomocnika w niemieckim klubie Bayer Leverkusen oraz w reprezentacji Hiszpanii. 